# Braslovče
Braslovče je naselje i središte istoimene općine u središnjoj Sloveniji. Braslovče se nalazi u pokrajini Štajerskoj i statističkoj regiji Savinjskoj. 

## Stanovištvo
Prema popisu stanovništva iz 2002. godine Braslovče je imalo 371 stanovnika.

## Vanjske poveznice
- Plan i karta naselja  Arhivirana inačica izvorne stranice od 29. srpnja 2017. (Wayback Machine)